# 中野正志
中野 正志（なかの まさし、1948年2月29日 - ）は、日本の政治家。「自由民主党宮城県ふるさと振興支部」支部長。
宮城県議会議員（3期）、衆議院議員（3期）、参議院議員（1期）、国土交通大臣政務官（第2次小泉改造内閣・第3次小泉内閣）、経済産業副大臣（第1次安倍改造内閣・福田康夫内閣）、日本のこころ幹事長、同代表などを歴任。

## 来歴

### 国政進出まで

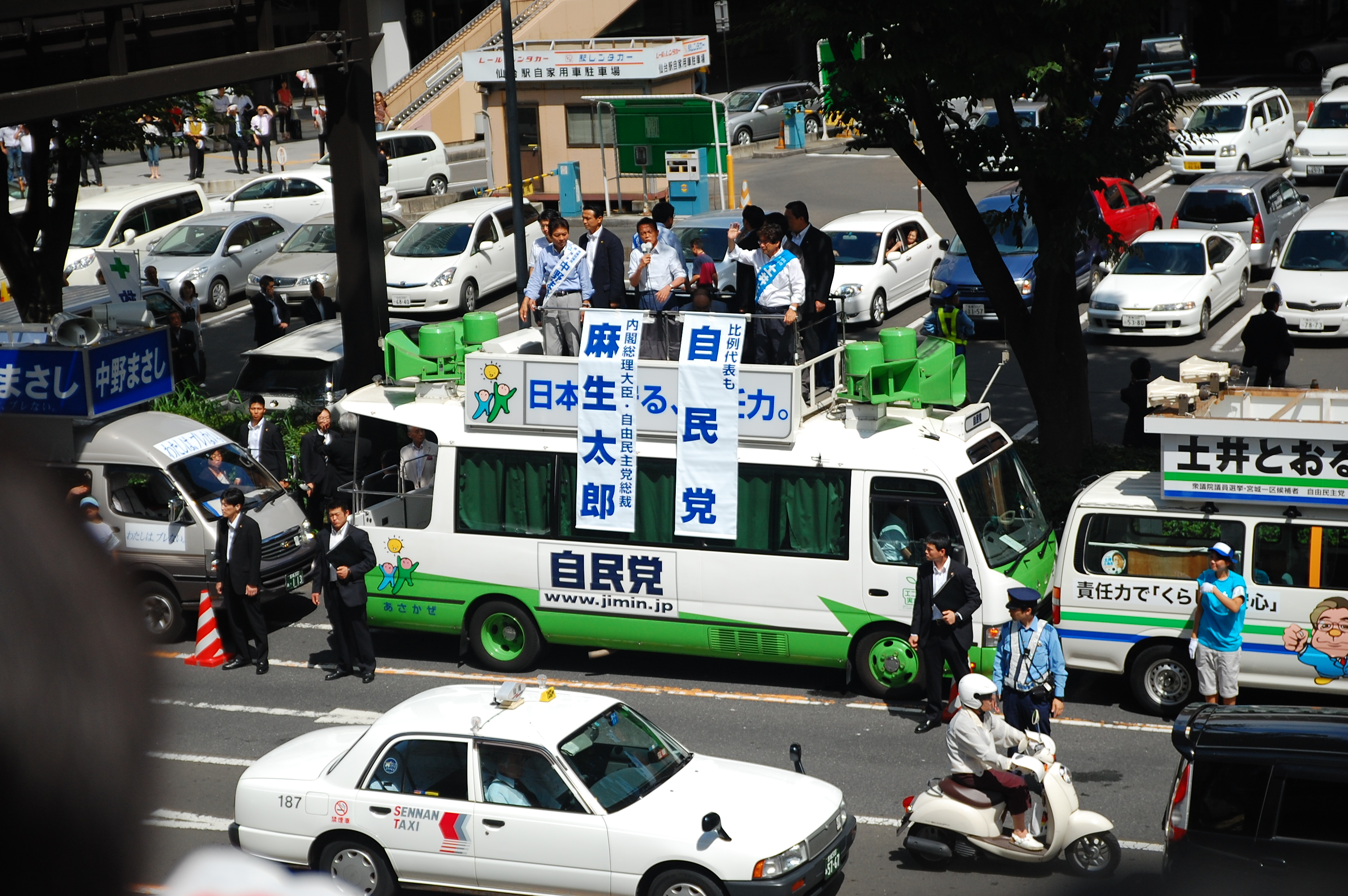
第45回衆議院議員総選挙での街頭演説（車上左から中野、麻生太郎、土井亨）

宮城県塩竈市生まれ。父親は消防士であった。東北学院中学校・高等学校を経て、東北学院大学法学部卒業。中学校、高校時代には土木作業のアルバイトに励んだ。大学1年生時に学内の弁論大会で優勝した。
大学卒業後には、約15年間に渡って三塚博の秘書を務めた。1983年、宮城県議会議員に当選。以後、3期務める。2期目途中の1989年には無所属で参議院議員選挙に立候補したが落選。

### 自民党時代
1996年10月の第41回衆議院議員総選挙で宮城2区から自民党公認で立候補し初当選。当選後は秘書として仕えた三塚が率いる清和政策研究会に入会。2000年6月の第42回衆議院議員総選挙では、民主党新人の鎌田さゆりに敗れ落選。
2003年の第43回衆議院議員総選挙では、小選挙区で敗れたが比例東北ブロックで復活当選し、国政に復帰。翌年12月、鎌田が公職選挙法違反事件で連座制のため議員辞職したことを受け、2005年4月の衆議院補欠選挙に立候補することも検討したが、自民党内から「現職が辞職して同じ選挙に出るのはおかしい」と批判され断念。同年9月の第44回衆議院議員総選挙では比例東北ブロックに回り、名簿順位2位に記載され、3選。当選後、第2次小泉改造内閣で国土交通大臣政務官に就任。2007年、第1次安倍改造内閣の経済産業副大臣に就任。
2009年8月の第45回衆議院議員総選挙は落選。2010年7月、第22回参議院議員通常選挙に比例区の自民党候補として立候補したが再び落選。その後、たちあがれ日本宮城2区支部長に就任し、2012年6月28日に自民党へ離党届を提出。同年7月13日に離党が了承された。

### 非自民政党所属時代
2012年12月の第46回衆議院議員総選挙には日本維新の会公認で宮城2区から立候補したが落選。
2013年7月の第23回参議院議員通常選挙に比例区から立候補し当選、国政に復帰。全国合計で32,926票（うち地盤の宮城では26,320票）を獲得、得票数5位で当選した。
2014年8月、日本維新の会の分党に伴い次世代の党に参加。次世代の党が第47回衆議院議員総選挙で惨敗したことを受けて、参議院議員ながら衆議院の国会対策委員長に就任した。2015年11月11日、同党の両院議員総会で幹事長を兼務する人事が内定し、11月16日から幹事長兼国対委員長に就任。12月21日に党名が日本のこころを大切にする党に変更された際には、党名変更を巡って党員の江口克彦が離党するなど混乱があったが、中野は党に留まった。2016年9月、党の選挙対策委員長と議員総会長を兼任。
2017年9月25日、中山恭子代表が辞任したことを受け、代表代行を経て、9月30日、支部長らによる会合にて、後任の代表への就任が承認された。

### 自民党に復党
2018年11月1日付で日本のこころが自民党に吸収合併され、約6年ぶりに同党に復党した。
2019年3月、同年7月に行われる第25回参議院議員通常選挙には出馬を見送った。
その後は第49回衆議院議員総選挙での比例代表からの立候補を模索したが、2021年10月の解散時点で「73歳以上は原則比例で公認しない」との党内規に中野が該当することから擁立が見送られた。
2022年夏に予定される第26回参議院議員通常選挙に向けては、宮城県選挙区において6年前の参院選では野党統一候補として当選し、その後自民会派に入った現職の桜井充と、中野の秘書出身の石川光次郎県議が自民党の公認を争ったが、4月に党は桜井を公認すると決定。中野はこの方針に反発し、無所属での活動も視野に自身が立候補を検討する考えを示したが、4月20日までに立候補を断念した。
2023年秋の叙勲に於いて旭日重光章を受章した。

## 政策・主張
- 朝日新聞2009年衆院選候補者アンケートでは永住外国人の地方参政権に対し「どちらとも言えない」と回答した[22]。
- 毎日新聞2010年参院選候補者アンケートでは「選択的夫婦別姓制度」に対し「反対」と回答した[23]。
- 毎日新聞2012年衆議院候補者アンケートでは「女性宮家」に対し「反対」と回答した[24]。
- 毎日新聞2012年衆議院候補者アンケートでは「原発ゼロ政策」に対し「支持しない」と回答した[24]。
- 毎日新聞2012年衆議院候補者アンケートでは「日本の核武装」に対し「検討を始めるべきだ」と回答した[24]。
- 日本のこころの目玉政策である、消費税マイレージ制度（ねんきんポイント）の発案者である。
- 2016年12月9日、第192回国会で部落差別の解消の推進に関する法律案（衆議院提出）に賛成票を投じた[25]。

## 発言

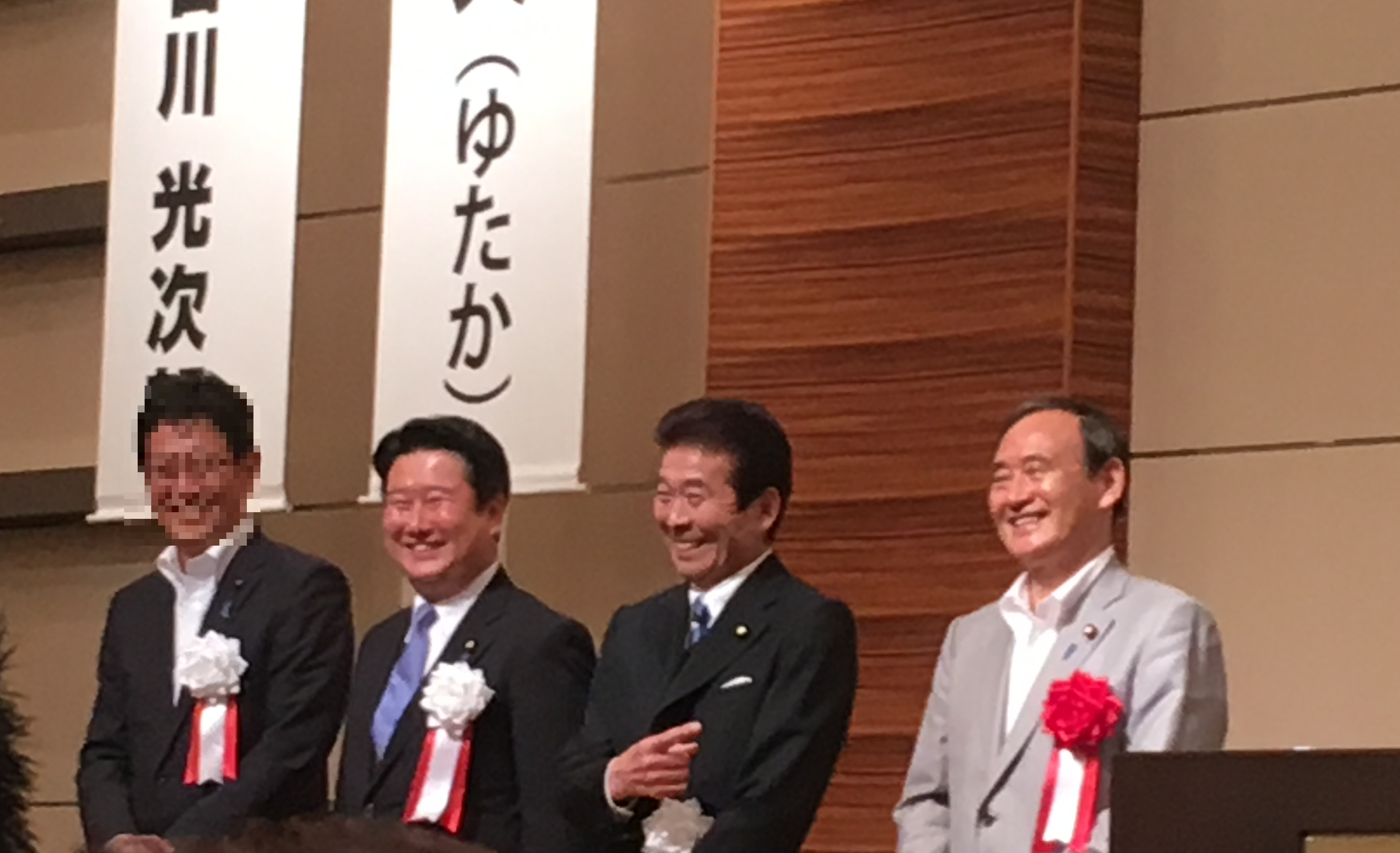
第24回参議院議員通常選挙の自民党・日本のこころを大切にする党合同演説会に参加する中野、和田政宗、菅義偉

- 2014年1月29日、NHK会長の籾井勝人が就任会見で慰安婦について発言したことに関連して、「今だって韓国の女性5万人が性産業で働いていると（韓国政府が）はっきり言っている。中国では、100ドル、200ドルで『お持ち帰りどうぞ』と言われる。なぜ日本が戦前のことをいつまでも（言われるのか）」と述べ、籾井を擁護した[26]。この発言は、複数の他党幹部から「歴史的な従軍慰安婦と、現在の性風俗とはまったく関係ない。不穏当な発言」などの批判を受けた[26]。
- 2015年11月20日、記者会見で、民主党の解党を求めている前原誠司元外相について「あの人はしょせん『言うだけ番長』で終わります。」と評した[27]。
- 2016年1月13日、民主党の緒方林太郎が前日の衆議院予算委員会で、安倍晋三首相について「拉致でのし上がったのか」と質問したことについて「あのような質問の仕方はない。（表現の善悪は）議員の良識にかかっている」と批判した。また、緒方とは拉致問題に関する会合で一度も顔を合わせたことがないとし、安倍をはじめ拉致問題に関わった議員の心情は「『あんたに言われたくない』が本音だと思う」と述べた[28]。

## 不祥事
- 中野が代表を務める「自由民主党宮城県第2選挙区支部」が、公職選挙法が、国と契約関係にある業者が国政選挙に関連して寄付することを禁止しているにもかかわらず、2005年の衆院選公示日前日、国から公共事業を受注していた仙台市内の建設会社3社から計400万円の寄付を受けていたことが判明した[29]。
- 中野が、2015年8月にあった泉区南光台地区の夏祭りで「会費」などの名目で5000円を主催者に渡していた[30]。夏祭り主催者は参加者に「会費」を求めておらず、政治家による寄付行為を禁じた公職選挙法に抵触する恐れが指摘されている[30]。中野は約20年前から随時、「会費」などの名目で現金数千円を渡していた[30]。中野氏の事務所は「代理出席したスタッフに『会費があれば出して』と伝えた。スタッフが会費制か確認しないまま渡してしまった。認識違いで違法とは思っていないが、今後はきちんと確認したい」としている[30]。

## 主な所属団体・議員連盟
- 日本会議国会議員懇談会
- 神道政治連盟国会議員懇談会
- 自民党国際人材議員連盟
- 再チャレンジ支援議員連盟
- 日本の尊厳と国益を護る会[31]